# Fàbrica de xocolata de Climent Guàrdia
La fàbrica de xocolata de Climent Guàrdia era un establiment situat a la plaça de la Llana, 23 i carrer de Civader, 3 de Barcelona, un edifici catalogat com a bé cultural d'interès local i que havia format part d'una finca més gran d'origen medieval, on va estar l'Hostal de Sant Pere.

## Història i descripció
Climent Guàrdia i Espaulella tenia un obrador de xocolata (que segons la guia El Consultor del 1863 era una abaceria) al carrer del Portal Nou, 21. El 1875, es va traslladar a la plaça de la Llana, 23, on el 1880 va sol·licitar la legalització d'un motor de gas.
La seva fàbrica estava especialitzada en mòltes particulars, xocolata a la vainilla i xocolata a la pedra, i durant la visita de la reina regent Maria Cristina d'Habsburg-Lorena a l'Exposició Universal de Barcelona el 4 de juny de 1888, el Palau de Ciències va acollir una munió de regals presentats pels expositors per tal que els destinés a qui ho necessités, entre ells un ramell de xocolata de Climent Guàrdia, que va despertar el seu interès i que va ser destinat a beneficència.
Va morir el 29 d'agost del 1903, un mes després que la seva esposa Maria del Carme Vilavendrell i Cuyàs, i fou succeït en el negoci pel seu fill Joan Guàrdia i Vilavendrell, que el 1906 va demanar permís per a substituir un motor de gas per un d'elèctric de 3,5 CV.
Joan Guàrdia va morir el 1918, i la fàbrica restà en l'oblit fins que va ser redescoberta el 2024 durant les obres de rehabilitació de l'immoble (de propietat municipal i destinat a habitatges assistits), gràcies a la troballa d'unes plaques de plom que havien servit per a fer-ne les etiquetes.